# 金子正則
金子 正則（かねこ まさのり、1907年〈明治40年〉3月29日 - 1996年〈平成8年〉10月21日）は、日本の政治家、判事。6期24年の間、香川県知事を務めた。

## 生涯

### 生い立ち、法曹界へ
1907年3月29日、香川県丸亀市に生まれる。香川県立丸亀中学校、第六高等学校を経て、1929年に東京帝国大学法学部法律学科を卒業、司法官試補となる。1931年に大阪地方裁判所および大阪区裁判所の判事に就き（兼任、以下同）、翌1932年に旭川地方裁判所および旭川区裁判所の判事に転任。その後、1935年に札幌地方裁判所および札幌区裁判所、1936年に長野地方裁判所および長野区裁判所、1937年に東京地方裁判所および東京区裁判所の判事を歴任している。
戦後、1946年に東京控訴院部長となって翌日付で退職し、郷里の丸亀市で弁護士を開業した。翌1947年に香川県副知事に就任。

### 香川県知事へ
1950年に香川県知事選挙に出馬し、当選。6期24年にわたって知事を務めた。
在任中は吉野川から香川用水を引き、香川医科大学（現・香川大学医学部）の開設を推進するなどした。県知事在職中、県の特産品として讃岐うどんのPRに率先して取り組んだことも知られている。
1962年の3選時は無投票で当選している。1963年5月に全国知事会の副会長に就任(1967年5月に退任)。5選目の1966年8月の知事選挙と県議会選挙では公職選挙法違反で県議や高松市議が複数逮捕された。同年12月に社会党などから不信任決議案を提出されたが否決となった。1967年には「香川県の建築及び都市開発のデザイン・ポリシー」として第8回毎日芸術賞特別賞を建築関係者一同が受賞しており、その中心人物とされた。7選を目指した1974年の選挙で野党各党の推す前川忠夫に敗れて引退する。

### 知事引退後
1976年に金子法律事務所を開業し、翌1977年に勲一等瑞宝章を受章。1980年に香川県名誉県民となる。1996年10月21日、心不全のため89歳で死去。

## 人物

### 交友関係
イサム・ノグチや猪熊弦一郎らの芸術家と交遊があり、1958年の香川県庁舎（現・東館）建設にあたっては猪熊の助言で丹下健三に設計を任せ、壁画を猪熊が制作している。また、知事在任中に香川県文化会館や香川県立丸亀高等学校武道館を設計した大江宏や、芦原義信、浅田孝らの建築家とも交流があった。